# Lygodactylus stevensoni
Lygodactylus stevensoni es una especie de gecko del género Lygodactylus, familia Gekkonidae. Fue descrita científicamente por Hewitt en 1926.
Se distribuye por Zimbabue y República de Sudáfrica. El hábitat natural preferido de L. stevensoni son las colinas boscosas de granito, donde se encuentra sobre las rocas y debajo de la corteza de los árboles muertos.
Los adultos de esta especie tienen una longitud de 3 a 4 centímetros (1,2 a 1,6 pulgadas).